# Anita Kalinde
Anita Kalinde là nghị sĩ quốc hội cho Thyolo North ở Malawi.

## Quốc hội Kalinde-Sangala
Bà đã nhận được nhiều sự chú ý của giới truyền thông khi tham gia vào một cuộc tấn công vật lý tại quốc hội với cựu Bộ trưởng Bộ Nội vụ & Quốc phòng, Aaron Sangala vào năm 2011. Trong một phiên họp tại quốc hội về vụ án giết người Robert Chasowa, Kalinde đã yêu cầu Bộ trưởng Nội vụ và An ninh nội bộ để làm rõ một số vấn đề. Trong phản ứng của mình, Sangala ngụ ý rằng tội ác liên quan đến việc loại bỏ các bộ phận cơ thể đã được phổ biến trong trước chế độ UDF, ông lưu ý rằng Kalinde bản thân và chồng quá cố của mình, Marshall Mdukulira Mbwatalika có biệt danh là 'The Duke', đã tham gia vào một vụ án nơi phần cơ thể đã được gỡ bỏ và giao dịch. Kalinde cáo buộc Sangala sử dụng chiến thuật trì hoãn và chuyển hướng khỏi chủ đề để tránh trả lời các câu hỏi. Kalinde yêu cầu Sangala rút lại tuyên bố của mình. Sangala không rút lại tuyên bố của mình. Khi Chủ tịch Quốc hội Henry Chimunthu Banda hoãn phiên tòa xét xử vụ trà, bà nhanh chóng tiến về phía Sangala, túm lấy cổ ông. Áo của Sangala đã bị rách trong quá trình này. Một số người buộc tội Sangala đã xé áo của chính mình để phóng đại mức độ của việc chộp lấy. Sau khi xem xét vụ việc, bao gồm các đoạn video về vụ tấn công, bà đã bị đình chỉ trong ba mươi ngày cho vụ tấn công. Tài liệu video về vụ tấn công đã lan truyền ở Ma-lai-xi-a và nước ngoài.